# Ручак
Ручак је оброк који се једе око поднева. Традиционално се обедује између доручка и вечере. Храна која се конзумира за време ручка варира од културе, економије, географског положаја и многих других фактора.

## Историја
Оброци су постали укорењени у сваком друштву као природни и логични. Оно што једно друштво једе може другом изгледати необично. Исто важи и за оно што се јело давно у историји, јер су се укуси хране, ставке менија и периоди оброка драматично мењали током времена. Током средњег века, главни дневни оброк, тада назван вечера, за готово све, одвијао се касно ујутру после вишечасовног рада, када није било потребе за вештачким осветљењем. Почетком до средине 17. века, оброк је могао бити у било које време између касног јутра и средине поподнева.
Током касног 17. и 18. века, овај оброк се постепено враћао у вече, стварајући већи временски размак између доручка и вечере. Оброк под називом ручак дошао је да попуни празнину. Касни вечерњи оброк, назван вечера, постао је истиснут како је вечера прешла у вече, и често је постала ужина. Али формалне „вечере“, вештачки осветљене свећама, понекад са забавом, опстале су све до регантског периода, а бал који је обично укључивао вечеру, често сервирану веома касно.
Остаци хладних залогаја, лепо украшени, неколико слаткиша, или мало рашчлањеног меса, живине или дивљачи, уобичајени су артикли који се стављају на сто за ручак, уз хлеб и сир, кексе, путер итд. По жељи се могу послужити рамстекови или овчији котлети, телећи котлети, бубрези... У породицама у којима има деце, газдарица често једе са децом и то је њен ручак. Лети у ручак треба додати неколико јела од свежег воћа, или уместо овога компот од воћа или воћног колача или пудинга.

### Модерни ручак
Са порастом индустријализације у 19. веку, мушки радници су почели да раде дуге смене у фабрици, озбиљно нарушавајући вековне навике у исхрани сеоског живота. У почетку су радници слати кући на брзу вечеру коју су им пружале њихове жене, али како је радно место померено даље од куће, радници су почели да себи доносе преносива јела која су конзумирали током паузе усред дана.
Оброк за ручак је полако постао институционализован у Енглеској када су радници са дугим и фиксним пословима у фабрици на крају добили сат времена одмора да ручају и тако добију снагу за поподневну смену. Тезге, а касније и ресторани у близини фабрика, почеле су да обезбеђују масовну храну за радничку класу, а оброк је убрзо постао део свакодневне рутине, која је остала до данас.
У многим земљама и регионима ручак је главни оброк. Прописано време ручка омогућава радницима да се врате својим кућама да једу са својим породицама. Сходно томе, предузећа се затварају током ручка када је ручак уобичајени главни оброк у дану. Ручак такође постаје вечера у посебним данима, као што су празници или посебни догађаји, укључујући, на пример, божићну вечеру и вечере за жетву, као што је Дан захвалности; на ове посебне дане, вечера се обично служи у раним поподневним сатима.

## Европа

### Западна Европа
Ручак у Данској, који се назива фрокост, је лагани оброк. Често укључује ражени хлеб са различитим додацима као што су јетрена паштета, харинга и сир. Смеребред је данска посластица за ручак која се често користи за пословне састанке или посебне догађаје.
У Финској, ручак је пун топли оброк, који се служи као једно јело, понекад са малим салатама и десертима. Јела су разноврсна, од месних или рибљих јела до супа које су довољно тешке да представљају оброк.
У Француској се подневни оброк узима између поднева и 14.00 часова.
У Немачкој је ручак традиционално био главни дневни оброк.
У Уједињеном Краљевству, осим недељом, ручак је често мали оброк дизајниран да угаси глад до повратка кући са посла и вечере. Обично се једе рано послеподне. Ручак се често купује и конзумира у кафанама.. Међу јела за кафански ручак спадају риба и помфрит, орачки ручак и друга.

### Централна Европа
У Мађарској, ручак је традиционално главни оброк у дану..
У Пољској, главни дневни оброк (назван obiad) се традиционално једе између 13:00 и 17:00, и састоји се од супе и главног јела. Већина Пољака изједначава реч „ручак” са „obiad”, јер је то други од три главна оброка у дану; śniadanie (доручак), obiad (ручак/вечера) и kolacja (вечера). Неки једу још један оброк који се зове drugie śniadanie, што значи „други доручак“. Други доручак се једе око 10:00 и представља лагану ужину, обично се састоји од сендвича, салате или ретке супе. У Румунији, ручак (prânz на румунском) је главни топли оброк у току дана.

### Источна Европа
У Русији се подневни оброк узима поподне. Обично је ручак највећи оброк и састоји се од првог јела, обично супе, и другог јела које би било месо и салата. Чај је стандардан.
У Бугарској се ручак обично једе између 12:00 и 14:00 поподне. У главном граду Софији људи обично наручују храну да понесу, јер су паузе за ручак прекратке да би се ручавало у ресторану. У другим крајевима Бугари често као први оброк имају салату, а затим јело из националне кухиње.

## Северна Америка
У Сједињеним Државама и Канади ручак је обично оброк умерене величине који се генерално једе између 11 и 1. Током радне недеље, Северноамериканци углавном једу брзи ручак који често укључује неку врсту сендвича, супе или остатке вечере од претходне ноћи (нпр. пиринач или тестенина). Деца у школу често носе упаковане ручкове који могу да се састоје од сендвича као што је болоња (или другог хладног нарезака) и сира, туњевине, пилетине или путера од кикирикија и желеа, као и у Канади, слане пите, као и неког воћа, чипс, десерт и пиће као што су сок, млеко или вода. Они такође могу купити оброке које им обезбеди школа. Одрасли могу напустити посао да изађу на брзи ручак, који може укључивати неку врсту топлог или хладног сендвича као што је хамбургер или „суб” сендвич. Салате и супе су такође уобичајене, као и супе и сендвичи, такои, буритои, суши, бенто кутије и пице. Ручак се може конзумирати у разним типовима ресторана, као што су формални, брзи лежерни и ресторани брзе хране. Канађани и Американци углавном не иду кући на ручак, а ручак ретко траје дуже од сат времена осим за пословне ручкове, који могу трајати дуже. У Сједињеним Државама ручак од три мартинија – тако назван јер се оброк протеже на онолико времена колико је потребно да се попију три мартинија – враћа се од 2010. године. У Сједињеним Државама, предузећа могу да покрију 80% цене ових ручкова.

## Јужна Америка
У Аргентини, ручак је обично главни оброк у дану и обично се одвија између поднева и 14:00. Људи обично једу широку палету хране, као што су пилетина, говедина, тестенине, салате и пиће попут воде, газираног пића или вина и неки десерт. Иако на послу, људи најчешће узимају брзи оброк који се може састојати од сендвича донешеног од куће или купљеног као брза храна. У Бразилу, ручак је главни оброк у току дана, који се одвија између 11:30 и 14:00.